# Ilha Doumer
A Ilha Doumer é uma ilha com 8,3 km de comprimento e 3,7 km de largura, entre as porções sul da Ilha Anvers e da Ilha Wiencke, no Arquipélago Palmer, na Antártida. O ponto mais elevado da ilha é um pico piramidal coberto de neve, com 515 metros de altitude. A ilha foi descoberta pela Expedição Antártica Belga, 1897–99, sob Adrien de Gerlache. Avistada novamente pelas Expedições polares francesas de 1903–05, sob Jean-Baptiste Charcot, ela foi mapeada e medida. O nome da ilha foi escolhido em homenagem a Paul Doumer, o presidente da câmara dos deputados francesa, e mais tarde Presidente da França.

## Estação Yelcho
A estação de verão do Chile, a Base Yelcho de pesquisa, administrada pelo Instituto Antártico Chileno, se encontra na Baía Sul da ilha.